# Deptford
Deptford est un quartier du sud-est du Grand Londres, faisant partie du borough de Lewisham sur la rive sud de la Tamise.

## Histoire
Important port militaire au du XVIe au XIXe siècle, il est encore un village de pêcheurs lorsque Henri VIII y fonde un arsenal militaire. 

## Galerie

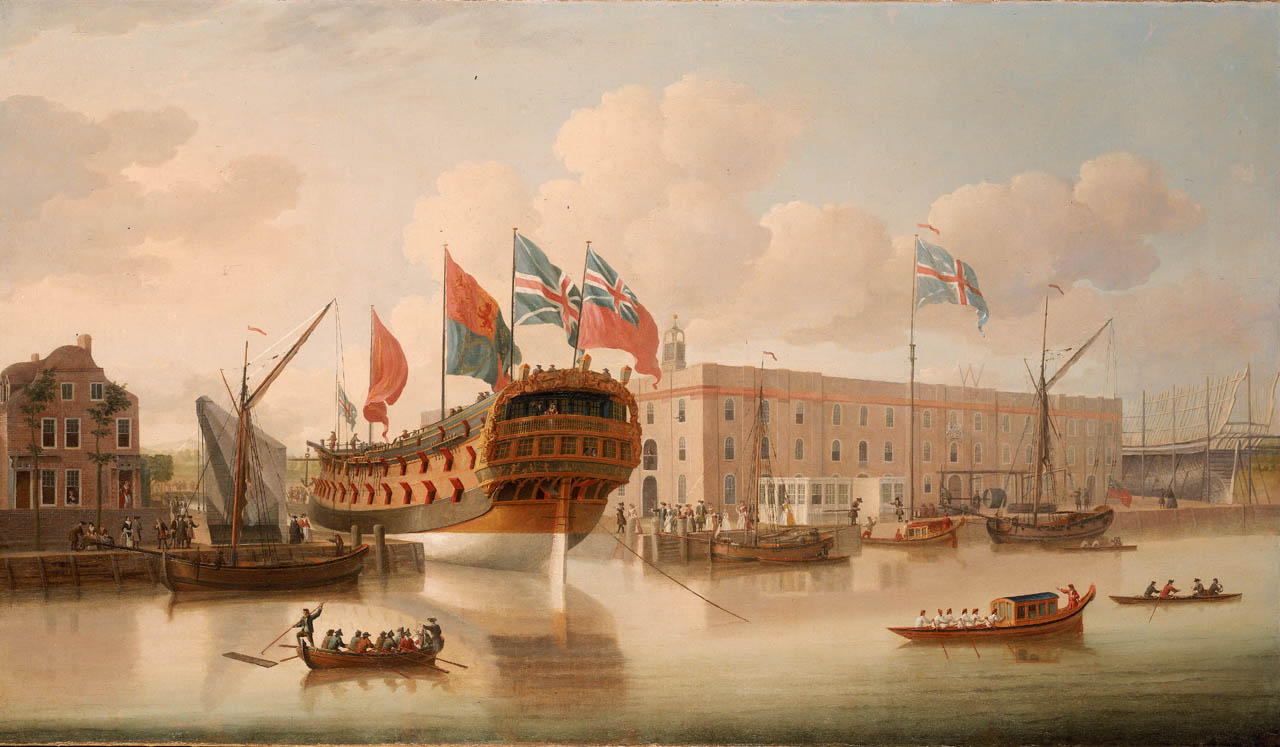
Lancement du navire de ligne de 4e rang, le St Albans, au chantier naval de Deptford en 1747. Peinture de John Cleveley l'Aîné
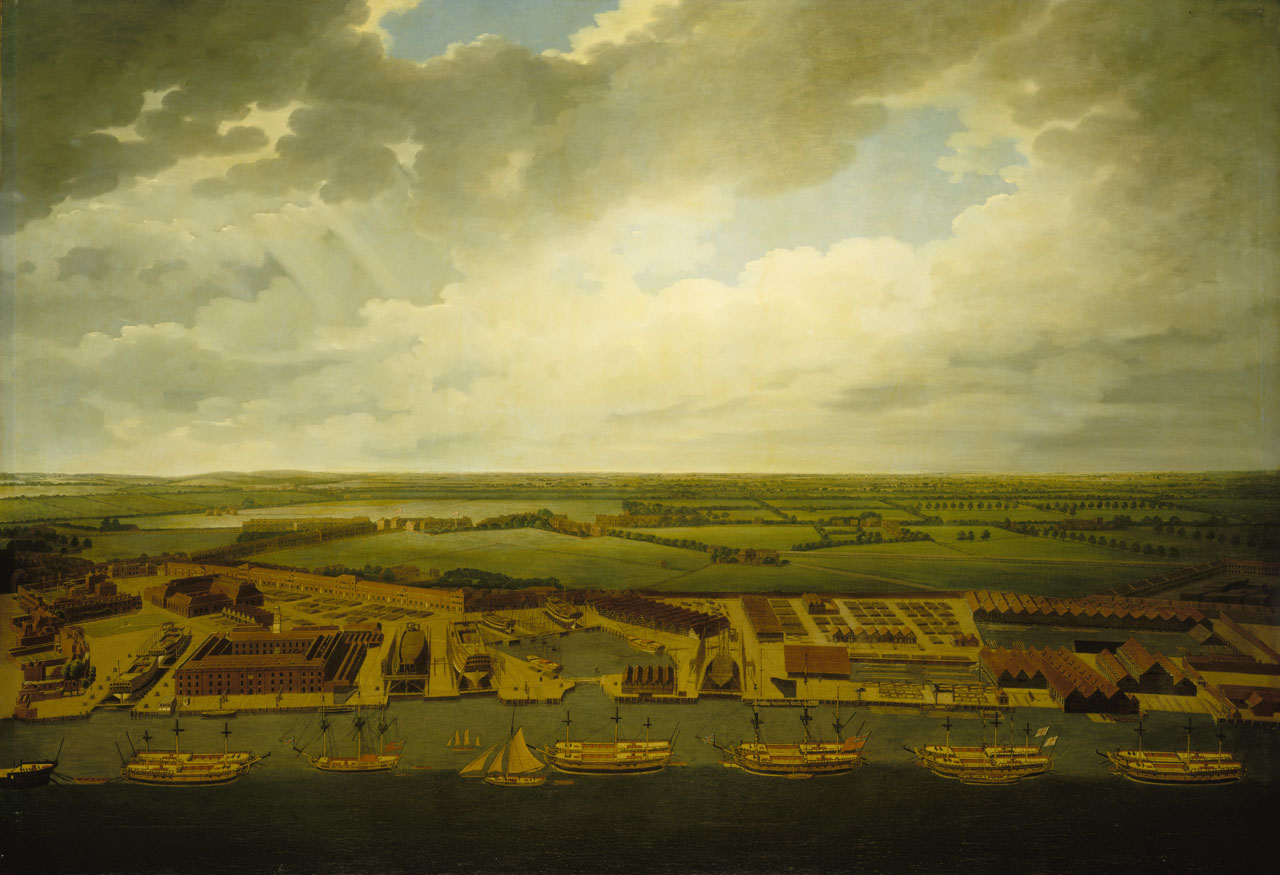
Vue du chantier naval de Deptford ; huile sur toile de Joseph Farington (fin du XVIIIe siècle - début du XXe ; Collections du musée national de la Marine)
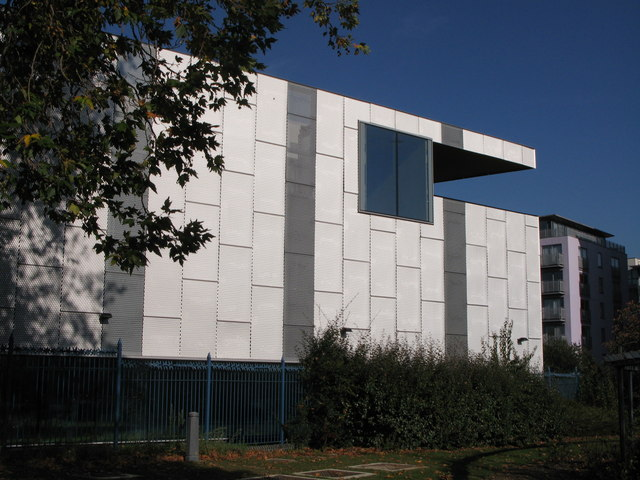
Centre d'éducation Stephen Lawrence construit en 2007 à Deptford

## Personnalités
- Richard Causton (1er baron Southwark) (1843-1929), papetier et homme politique libéral anglais, est né à Deptford.
- Le groupe de rock Dire Straits s’est formé au milieu de l’année 1977 dans le quartier de Deptford.